# Teresin (powiat Sochaczewski)
Teresin is een dorp in het Poolse woiwodschap Mazovië, in het district Sochaczewski. De plaats maakt deel uit van de gemeente Teresin en telt 2500 inwoners.